# Ferdinand Schörner
Ferdinand Schörner, né le 12 juin 1892 à Munich et mort le 2 juillet 1973 dans la même ville, est un général allemand, promu Generalfeldmarschall dans les derniers jours de la Seconde Guerre mondiale, notamment en raison de sa fidélité indéfectible à l'égard de Hitler. Il est le dernier Generalfeldmarschall survivant de la guerre à mourir, l'avant dernier étant Erich von Manstein, qui meurt le mois précédent.

## Un militaire de carrière

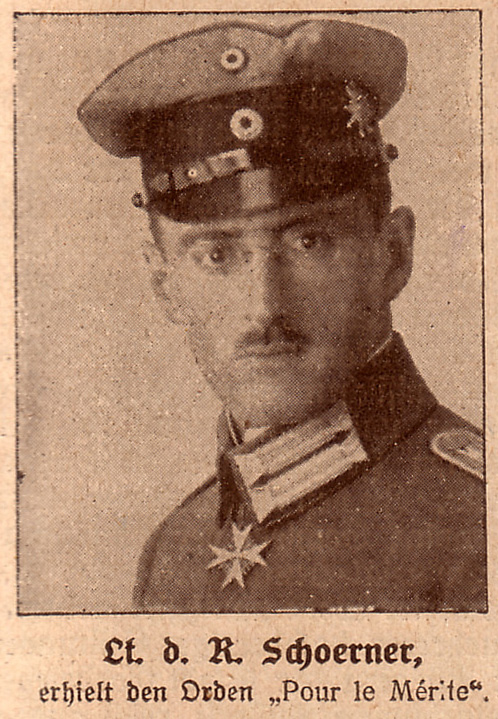
Le Leutnant Schörner en 1918, après avoir été décoré « Pour le Mérite ».

Après des études de langues étrangères, Ferdinand Schörner s'engage comme simple soldat en 1911 dans le régiment d'infanterie du Corps royal bavarois (de). Il est sous-officier à l'entrée en guerre de l'Empire allemand. Combattant dans plusieurs pays d'Europe — France (Verdun, Champagne), Italie (Dolomites), Serbie — il est décoré de l'ordre « Pour le Mérite » et nommé « officier au feu », sorti du rang. Il était l'officier adjoint du général Otto von Lossow qui avait réprimé le putsch de la Brasserie, le coup d'État dirigé par Adolf Hitler et le parti nazi en novembre 1923.
Après avoir rejoint le Freikorps von Epp en 1919, il participe à la prise de Munich et à l'écrasement de la République des conseils de Bavière en 1919 ; il combat ensuite en Haute-Silésie, avant d'être admis dans la Reichswehr.

## La période nazie
À l'arrivée des Nazis au pouvoir en 1933, il poursuit sa carrière militaire et épouse la doctrine nationale-socialiste pour devenir un inconditionnel d'Hitler — en 1944-1945, il ira même jusqu'à conclure ses ordres du jour par le salut « Heil Führer » ». Défendant la nécessité d'une révolution nationale-socialiste au sein de la Wehrmacht, il croit au triomphe de la volonté. Son comportement totalement inféodé à l'idée de « guerre à tout prix » fait de lui un officier sans scrupules.
Durant la période suivante, son engagement en faveur du régime entraîne sa mise à l'écart, non seulement des multiples complots qui se trament contre Hitler au cours du conflit, mais aussi des débats et échanges qui animent l'ensemble des officiers généraux sur ces complots.

## Pendant la guerre

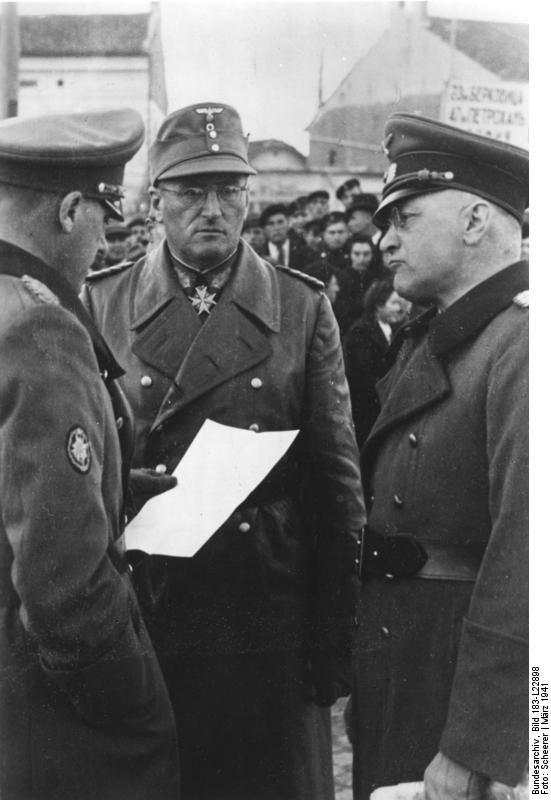
Schörner (au centre) en Bulgarie (mars 1941).

Schörner bénéficie d'une promotion lente au début du conflit ; mais ensuite, en un peu plus de deux ans, il bénéficie de quatre promotions successives : il passe du grade d'Oberst (confirmation de son grade de colonel en janvier 1940) à celui de General der Gebirgstruppe (général de corps d'armée en mai 1942) mais il ne commande de grandes unités qu'à partir d'octobre 1943.

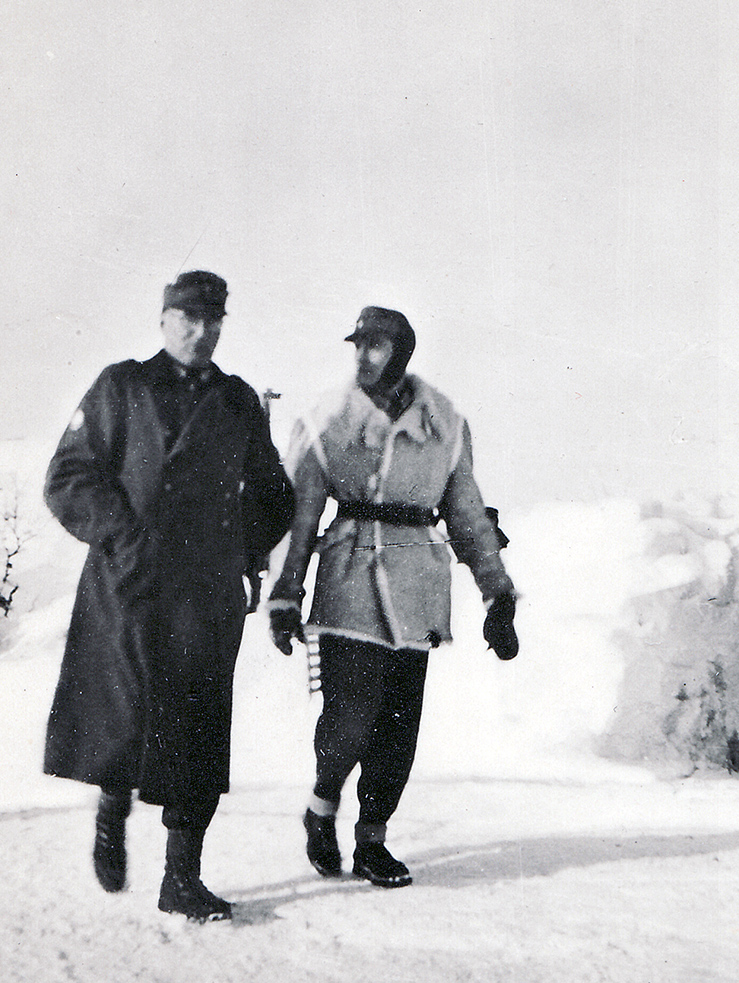
Schörner (à gauche) sur le front arctique, entre 1941 et 1943.

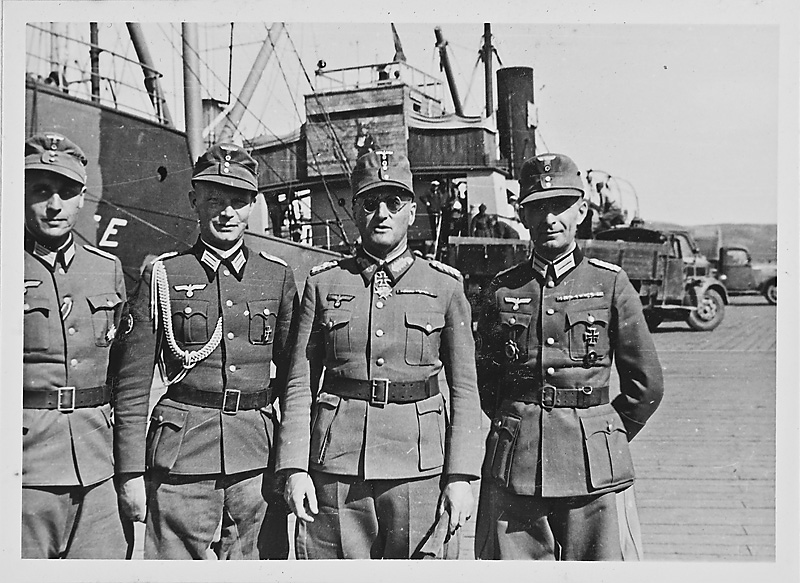
Le General der Gebirgstruppe Schörner (avec lunettes) et ses aides de camp, lors d'une visite du Reichskommissar Josef Terboven, dans le Nord de la Norvège et la Finlande (juillet 1942).

Hitler demande à Schörner, nazi fanatique dont il se sent proche, de politiser la Wehrmacht dans l'esprit du national-socialisme. En mars 1944, il est nommé chef d'état-major des officiers instructeurs nationaux-socialistes et, à ce titre, coordonne l'action entre l'armée et le parti nazi pendant la période de « guerre totale », ce qui lui permet de nouer des contacts avec des personnalités importantes de l'entourage d'Hitler : Martin Bormann et Wilhelm Burgdorf. En 1945, il continue de multiplier les proclamations exaltant le fanatisme de la résistance allemande aux troupes soviétiques, les soldats allemands qui se battent sans faire de prisonniers et les menaces à peine voilées contre ses propres officiers.

### Commandant du groupe d'armées Nord

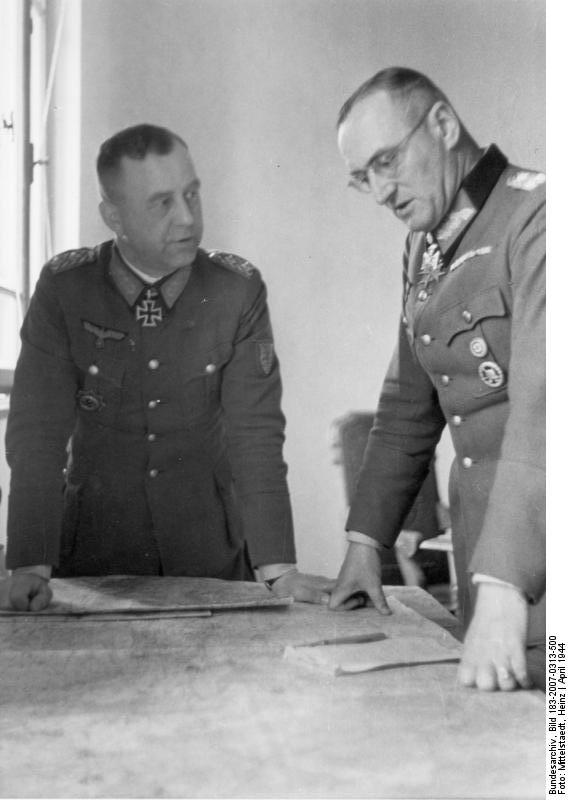
Le General der Gebirgstruppe Schörner (à droite) avec le général Otto Wöhler en Roumanie (avril 1944).

Il devient Generaloberst (général d'armée) en mai 1944. Nommé commandant du groupe d'armées Sud Ukraine en mars, puis du groupe d'armées Nord le 23 juillet 1944, il y fait régner une discipline brutale, n'hésitant pas à multiplier les exécutions de soldats pour lâcheté, défaitisme ou désertion ou à menacer les officiers généraux sous ses ordres (il juge d'ailleurs le nombre de désertions très élevé et se sert de ce nombre pour justifier sa dureté devant ses officiers). Cependant, il doit rapidement tenter de stopper les percées soviétiques en direction de Riga : il colmate comme il peut un front disloqué par l'exploitation soviétique des succès du début de l'été 1944, maintenant le contrôle allemand sur Riga, mais ne pouvant empêcher un premier enfermement en Lettonie et en Estonie de son groupe d'armées.
Cependant, lorsque le groupe d'armées Nord est enfermé pour la première fois dans les pays baltes, à partir du 28 juillet 1944, il doit affronter la crise de moral des unités placées sous ses ordres. Ses faibles forces ne lui permettent pas de participer activement au succès de l'opération Doppelkopf, destiné à restaurer un lien terrestre entre son groupe d'armées et le reste du Reich.
Dans un premier temps, en dépit de ses erreurs tactiques, il parvient à éviter, même s'il le redoute l'encerclement de son groupe d'armées et, dans un deuxième temps — à l'automne 1944 — à maintenir un contact terrestre entre la Courlande et le Reich ; enfin, bloqué dans la poche de Courlande (Sõrve), il évite de peu l'anéantissement du groupe d'armées Nord. Au mois de septembre, malgré ses indéniables succès défensifs, il doit affronter une offensive soviétique qui finit par isoler son groupe d'armées en Courlande. Le mois suivant, il impose à Hitler le retrait allemand de la ville de Riga, ancienne capitale de l’Ostland.
Dans ses proclamations, il tente d'insuffler à ses troupes la foi dans la victoire du Reich, la loyauté totale envers Hitler et le fanatisme dans la défense du Reich et des territoires qu'il contrôle encore. En dépit de cela, il ne peut rien contre le pessimisme qui gagne aussi ses officiers et les hommes de troupe, comme le note un rapport des responsables du NSDAP en fonctions dans les régions que son groupe d'armées contrôle. Ainsi, perpétuellement en première ligne, il visite régulièrement les unités placées sous ses ordres, ce qui lui assure une certaine popularité parmi les hommes de troupe jeunes et les jeunes officiers.

### Commandant du groupe d'armées Centre
Le 17 janvier 1945, Hitler, furieux de la percée soviétique en Pologne, le nomme à la tête du groupe d'armées A, rebaptisé pour l'occasion groupe d'armées Centre ; Schörner se signale alors par la brutalité de ses méthodes de commandement, imaginant pouvoir stabiliser le front par des mesures implacables, servant de modèle à Himmler lorsque ce dernier commande le groupe d'armées Vistule.
Hitler lui ayant donné les « mains libres » pour défendre la Silésie, il fait passer au peigne fin les gares, les dépôts militaires, les régions proches du front à la recherche de déserteurs et de faux permissionnaires, lesquels sont fusillés ou pendus pour l'exemple. Jusqu'aux derniers jours du conflit, il fait régner une discipline de fer au sein des unités qu'il commande.
Responsable du groupe d'armées Centre, considérablement renforcé, grâce à l'influence d’Albert Speer, par des unités prélevées en Slovaquie et en Hongrie, il exerce son commandement à partir du 18 janvier 1945 et coordonne la défense de la Silésie à partir du 20 janvier, date de son arrivée à son quartier général d'Oppeln. Conscient de ses limites et de celles de ses unités, il confie la conduite des opérations à son état-major, se réservant de relever le moral de ses unités démoralisées par la débâcle qu'elles viennent de vivre. Ainsi, il coordonne la défense du bassin industriel de Haute-Silésie, balayée par les Soviétiques en 17 jours à la demande expresse de Staline : la région est évacuée définitivement le 27 janvier, sans subir de destructions de grande ampleur, et sans qu'il subisse la colère de Hitler.
Cet échec consommé, il s'attelle à la défense de la rive gauche de l'Oder, parvenant à limiter les têtes de pont soviétiques dans le secteur de Ratibor, les réduisant mais ne parvenant pas à les détruire complètement.
Au cours des semaines suivantes, en mars et en avril 1945, commandant le groupe d'armées Centre chargé de protéger Prague, Dresde et Berlin par le Sud, Schörner organise également la défense allemande de la Silésie proche, qu'il tient pied à pied dans une gigantesque bataille, exploitant toutes les possibilités du terrain, ce qui la rend très coûteuse pour l'Armée rouge, en hommes et matériels. Au début de mars 1945, il planifie une contre-offensive destinée à dégager Breslau et parvient à mener à bien la phase préparatoire, destinée à s'assurer le contrôle d'une voie de chemin de fer moderne : il parvient ainsi à reprendre des petites villes comme Lauban et Striegau, autant de gares sur la ligne Berlin-Breslau. Ces victoires sans lendemain sont naturellement exploitées par la propagande de Goebbels, l'un des objectifs assignés à cette offensive. Il ne peut cependant pas empêcher les unités soviétiques de conquérir l'ensemble de la Silésie, dont les derniers bastions sont pris par les Soviétiques le 31 mars, lors de la chute de Ratibor ; à la suite de cette défaite, il doit replier ses unités en Bohême et dans les Sudètes.
Schörner est promu Generalfeldmarschall le 5 avril : il est l'avant-dernier des onze officiers généraux allemands qui ont bénéficié de cette promotion entre le 20 juillet 1940 et la fin du conflit,.
Le 29 avril 1945, Hitler rédige son testament et nomme les responsables chargés de lui succéder dans l'ensemble de ses fonctions : jouissant de la confiance de Hitler, Schörner y est désigné commandant en chef de l'Armée de terre (Heer), alors qu'il exerce le commandement opérationnel du groupe d'armées Centre, fort de 600 000 hommes, engagé dans d'âpres combats en Tchécoslovaquie.
Dès le 2 mai, il fait savoir à Dönitz, nouveau président du Reich, que ses unités ne sont pas en mesure de résister longtemps à la pression soviétique et fait préparer des ordres en vue de la retraite. Cependant, à partir du 5 mai, la ville de Prague se soulève et rend illusoire toute tentative de résistance à l'offensive soviétique.
Dans les derniers jours du conflit, Schörner, qui comprend que la défaite du Reich est totale, abandonne son groupe d'armées,, revêt une tenue civile et rejoint en avion l’Autriche, préférant être fait prisonnier par les Américains plutôt que par les Soviétiques. Il est néanmoins remis aux Soviétiques, envoyé en Sibérie, jugé puis libéré.

### Après la guerre
Il est de retour en Allemagne en 1955 où il persiste, jusqu'à la fin de sa vie, à ne pas dénigrer son action, allant même jusqu'à donner des conférences. Il est néanmoins jugé comme responsable de la mort de nombreux soldats allemands, ayant ordonné les exécutions de ceux qui faiblissaient au combat : il est toutefois soutenu par certains de ses anciens subordonnés à cette occasion. Le 4 août 1960, Ferdinand Schörner est libéré de manière anticipée de la prison de Landsberg pour raisons de santé. En 1963, le président fédéral Heinrich Lübke, lui accorde finalement une partie de sa pension. Aucun maréchal n'est créé depuis la mort de Ferdinand Schörner qui décède le 2 juillet 1973, âgé de 81 ans, d'une crise cardiaque et est enterré avec son épouse, et est solennellement inhumé à Mittenwald. Il était le dernier maréchal allemand de la Seconde Guerre mondiale encore en vie.

### Famille
Schörner était le fils de l'inspecteur de police Johann Schörner (1859-1931) et de son épouse Anna Katharina, née Bauer (1866-1930). Le 27 novembre 1927, Schörner épouse sa fiancée, Lieselotte Karboschensky (1909-1949), la fille d’un industriel berlinois. Le mariage a donné naissance à trois enfants, deux fils et une fille. Son épouse Lieselotte est décédée en 1949 alors qu'il était prisonnier en Sibérie.

## Promotions
- Gefreiter - 1er avril 1912
- Unteroffizier - 1er août 1912
- Vizefeldwebel - 22 mai 1913
- Leutnant temporaire - 29 novembre 1914
- Leutnant - 26 décembre 1917
- Oberleutnant - 15 juillet 1918
- Hauptmann - 1er août 1926
- Major - 14 août 1934
- Oberstleutnant - 16 mars 1937
- Oberst temporaire - 27 août 1939
- Oberst - 30 janvier 1940
- Generalmajor - 17 décembre 1941
- Generalleutnant - 28 février 1942
- General der Gebirgstruppe - 15 mai 1942
- Generaloberst - 20 mai 1944
- Generalfeldmarschall - 5 avril 1945

## Décorations
- Croix de fer (1914)
  - 2e classe le 22 décembre 1914
  - 1re classe le 27 janvier 1917
- Croix du Mérite militaire (Autriche) 3e classe le 20 avril 1916
- Croix du Mérite militaire (Bavière) 4e classe le 24 octobre 1917
- Pour le Mérite le 5 décembre 1917
- Insigne des blessés (1918) en noir
- Médaille de service de la Wehrmacht 4e à 2e classe le 2 octobre 1936
- Ordre de la Couronne d'Italie le 2 août 1938
- Médaille de l'Anschluss le 8 novembre 1938
- Agrafe de la croix de fer(1939)
  - 2e classe le 12 septembre 1939
  - 1re classe le 20 septembre 1939
- Ordre de Saint-Alexandre 2e classe le 15 juillet 1941
- Ordre de la Croix de la Liberté 1re classe le 1er juillet 1942
- Croix de chevalier de la croix de fer avec feuilles de chêne, glaives et brillants
  - Croix de chevalier de la croix de fer le 20 avril 1941
  - avec feuilles de chêne le 17 février 1944 no 398
  - avec feuilles de chêne et glaives le 28 août 1944 no 93
  - avec feuilles de chêne, glaives et brillants le 1er janvier 1945 no 23
- Médaille du front de l'Est le 20 août 1942
- Symbole d'or du Parti nazi le 30 janvier 1943
- Bande de bras Kurland
- Ordre de la Croix de la Liberté 1re classe avec feuilles de chêne
- Nomination dans la revue Wehrmachtbericht le 18 février 1944 ; 30 novembre 1944; 1er janvier 1945; 5 avril 1945 et 9 mai 1945